# Blåskimen
Blåskimen, eller Kupol Kruglyy, är en ö i Antarktis. Norge gör anspråk på området. Ön upptäcktes av den Norsk-brittisk-svenska Antarktisexpeditionen 1951-1952 och fotograferades från luften då och av den påföljande Sjätte norska Antarktisexpeditionen 1958–1959 och karterades ungefärligt från flygfoton vid dessa båda expeditioner. Den namngavs till Blåskimen, men omfattade även den ö som heter Novyy Island. En sovjetisk Antarktisexpedition 1961 karterade område noggrannare, varvid det framkom att Blåskimen var en egen ö, separerad från Novyy Island med ungefär 12 kilometer.